# Лісопитомник (Казахстан)
Лісопито́мник (каз. Лесопитомник) — село у складі Теректинського району Західноказахстанської області Казахстану. Входить до складу Підстепнівського сільського округу.
Населення — 639 осіб (2021; 637 у 2009, 459 у 1999, 487 у 1989).